# Нестеров, Владимир Петрович
Владимир Петрович Не́стеров (25 декабря 1937 — 2 апреля 1981) — советский военный лётчик, майор. Пилот истребителя-бомбардировщика Су-17. Совершил воинский подвиг в мирное время, в 1981 году уведя падающий аварийный самолёт от деревни Куровицы в Ленинградской области, в результате чего погиб.

## Биография
Родился в Житомирской области. Отец — Пётр Федорович Нестеров, прошедший всю войну танкист, преподаватель танкового училища в Саратове. Погиб в 1949 году, сгорев при испытании нового танка, когда сыну Владимиру было 11 лет.
Владимир с 10 класса средней школы учился в Саратовском аэроклубе и летал на самолёте Як-18. В этом же аэроклубе учился Юрий Гагарин, с которым Владимир дружил. В 1958 году Владимир поступил в Оренбургское лётное училище. После выпуска служил в Польше, Монголии и в латвийском городе Тукумс. С 1973 года приступил к службе в Ленинградской области на аэродроме Сиверский в 67-м авиационном полку истребителей-бомбардировщиков (с 1989 года — 67-й бомбардировочный авиационный полк).

## Подвиг
2 апреля 1981 года на аэродроме Сиверский производились очередные полёты. На идущем на посадку истребителе-бомбардировщике Су-17М2, который пилотировал майор В. П. Нестеров, произошло возгорание силовой установки и помпаж единственного двигателя. Лётчик предотвратил падение самолёта на находящуюся в пределах полосы воздушных подходов аэродрома Сиверский деревню Куровицы, уведя падающий самолёт в сторону от деревни. Самолёт находился уже на небольшой высоте, поэтому катапультироваться майор Нестеров не успел. Самолёт упал у шоссе Гатчина–Сиверский, неподалёку от деревенского кладбища. Пилот погиб.
Авария стала одной из причин последующего отказа ВВС СССР от самолётов с единственным двигателем.

## Память
Посмертно награждён Орденом Красной Звезды. На месте гибели Владимира Нестерова установлен памятный знак. Также на стене церкви в Куровицах укреплена мемориальная доска с описанием подвига Нестерова. В Музее боевой славы 67-го полка есть экспозиция, посвящённая Нестерову.